# Louis Frank
 (janvier 2021).
La mise en forme du texte ne suit pas les recommandations de Wikipédia : il faut le « wikifier ».
Les points d'amélioration suivants sont les cas les plus fréquents :
- Les titres sont pré-formatés par le logiciel. Ils ne sont ni en capitales, ni en gras.
- Le texte ne doit pas être écrit en capitales (les noms de famille non plus), ni en gras, ni en italique, ni en « petit »…
- Le gras n'est utilisé que pour surligner le titre de l'article dans l'introduction, une seule fois.
- L'italique est rarement utilisé : mots en langue étrangère, titres d'œuvres, noms de bateaux, etc.
- Les citations ne sont pas en italique mais en corps de texte normal. Elles sont entourées par des guillemets français : « et ».
- Les listes à puces sont à éviter, des paragraphes rédigés étant largement préférés. Les tableaux sont à réserver à la présentation de données structurées (résultats, etc.).
- Les appels de note de bas de page (petits chiffres en exposant, introduits par l'outil «  Source ») sont à placer entre la fin de phrase et le point final[comme ça].
- Les liens internes (vers d'autres articles de Wikipédia) sont à choisir avec parcimonie. Créez des liens vers des articles approfondissant le sujet. Les termes génériques sans rapport avec le sujet sont à éviter, ainsi que les répétitions de liens vers un même terme.
- Les liens externes sont à placer uniquement dans une section « Liens externes », à la fin de l'article. Ces liens sont à choisir avec parcimonie suivant les règles définies. Si un lien sert de source à l'article, son insertion dans le texte est à faire par les notes de bas de page.
- La présentation des références doit suivre les conventions bibliographiques. Il est recommandé d'utiliser les modèles {{Ouvrage}}, {{Chapitre}}, {{Article}}, {{Lien web}} et/ou {{Bibliographie}}. Le mode d'édition visuel peut mettre en forme automatiquement les références.
- Insérer une infobox (cadre d'informations à droite) n'est pas obligatoire pour parachever la mise en page.

Pour une aide détaillée, merci de consulter Aide:Wikification.
Si vous pensez que ces points ont été résolus, vous pouvez retirer ce bandeau et améliorer la mise en forme d'un autre article.
Pour les articles homonymes, voir Frank.
Louis Frank (né le 22 janvier 1864 à Bruxelles et mort le 25 juillet 1917 dans la même ville) est un philosophe et juriste belge, pionnier du mouvement féministe belge. 
Militant libéral, publiciste et académicien, il dévoue sa carrière à la défense des droits de la femme et de l'enfant et pour un nouvel ordre social. Il représente Marie Popelin au barreau  lors de l'affaire Popelin et co-fonde la Ligue belge du droit des femmes.
En fin de vie, il mènera un combat pour le pacifisme et militera pour faire de Bruxelles un « district fédéral du monde ».
Théoricien du féminisme, il produit de nombreux ouvrages, essais, pamphlets et articles dans ce domaine.

## Biographie

### Jeunesse et début de vie
Louis Frank naît dans une famille juive belge modeste,. Son père Meyer Frank est agent de change et sa mère Eugénie Herman est femme au foyer. A l'âge de seize ans, son père décède et sa mère épuise rapidement le patrimoine familial. 
Il poursuit une scolarité brillante et en 1878, il est lauréat du concours général des athénées du royaume. 
En 1886, il obtient un diplôme en droit et en philosophie de l'université libre de Bruxelles, avec la mention distinction et grande distinction. Il se voit un an plus tard en 1887 décerné la « Laurea in Giurisprudezia con lode »  de l'université de Bologne pour son travail sur les enfants illégitimes, et se fait repérer par la presse à la suite de la publication d'une série impressionnante de travaux. 
Engagé dans la philanthropie juive, il y consacre deux ouvrages. Il soutiendra farouchement Alfred Dreyfus, et interviendra au barreau en sa faveur lors de son procès, ainsi que lors de celui d'Émile Zola en 1898. 
Il travaille brièvement comme avocat-conseiller de banques, mais renonce à ce poste en 1890 pour se consacrer à la cause féministe qui lui tient tant à cœur.

### Figure du féminisme

#### Affaire Popelin
Louis Frank est l'avocat de Marie Popelin lors de l'affaire Popelin. Devant le tribunal, il conteste l'argument selon lequel la fonction d'avocat serait essentiellement une fonction publique, et avance qu'aucune disposition légale n'empêcherait les femmes d'y accéder. 
Il plaide qu'au contraire, l'exercice du métier par une femme est conforme à l'esprit du décret du 14 décembre 1810 sur la profession d'avocat et l'exercice au barreau et défend une interprétation libérale des lois du Code civil, plutôt qu'une réforme. Il avance en outre des arguments sur l'organisation judiciaire et cite la loi de 1876 sur l'acquisition de diplômes. 
Il conteste aussi l’argument historique sur l'incompatibilité de la femme avec la fonction d'avocat, citant des contre-exemples tirés du droit romain, de l’Égypte antique, de la Grèce antique et des jeunes civilisations chrétiennes, qui laissaient une place aux femmes dans le débat public et parfois en justice. 
Son essai La femme-avocat, publié en 1888, balise l'Affaire Popelin. 
Louis Frank conclut que sa cliente a le droit de recevoir a minima le titre et la qualité d'avocat. Cette demande est rejetée en 1889. 
Malgré cet échec, Frank encourage Jeanne Chauvin à demander son admission au barreau de Paris. Quand sa demande est déboutée, Frank est appelé comme conseil, coordonne avec elle la stratégie juridique et la soutient en publiant de nombreux articles et pamphlets en sa faveur, attaquant l'injustice du code napoléonien.

#### Militant et théoricien du droit des femmes
Dès 1886, il écrit de nombreux essais sur les droits des femmes et participe à de nombreuses conférences féministes. En septembre 1888, alors en pleine affaire Popelin, il publie un pamphlet majeur La femme-avocat, dans lequel il défend l'entrée de la femme dans le métier d'avocat. Ce dernier prône une révision du Code civil, et ses thèses seront largement vulgarisées. 
En 1891, il présente au Congrès universitaire de Gand sa thèse du Droit pour la femme de faire usage du diplôme obtenu, puis se voit décerner le titre de lauréat au concours Rossi, organisé par l'École du droit de Paris, pour son travail sur le thème de la condition politique des femmes. 
En 1892, il publie un texte de plus de 600 pages, Essai sur la condition politique de la femme, dans lequel il défend le féminisme et connaît un écho dans la presse et un succès international. Son travail constitue le premier travail significatif sur la question. Il défend une égalité politique indispensable pour une égalité civile, et défend leur droit de suffrage politique, administratif et professionnel.  

Frank dénonce les injustices et s'exprime pour une égalité des sexes: 

« La société poursuivra sa marche rationnelle pour en arriver enfin, par des transformations successives, à l'égalité civile et politique des sexes, qui sera, dans l'avenir, un des principes cardinaux du droit constitutionnel (p. 223). »

 

À ce sujet le New York Herald décrit son travail en ces termes : 

« C'est probablement le travail le plus volumineux et compréhensif jamais consacré à la condition sociale et politique du beau sexe. »

Ces positions féministes modérées sont parfois bien accueillies dans la presse, notamment lorsqu'il évoque la création d'une organisation féministe. L'université libre de Bruxelles lui décerne le titre de docteur spécial en droit public pour une thèse sur la condition de la femme et il organise de nombreuses conférences pour rallier des membres à son organisation féministe. Il cherche aussi à augmenter le soutien à sa cause en envoyant des exemplaires à des personnalités tels que la comtesse de Flandre ou le baron de Rothschild, ainsi qu'a des féministes étrangères comme Wilhelmina Drucker, qui le félicitent chaleureusement. 
Par la suite, il fonde en avril 1892, la Ligue belge du droit des femmes avec Marie Popelin. L'événement est souvent considéré comme l'acte de naissance du féminisme belge. Il dirige l'organisation en tant que secrétaire général et continue de rédiger des ouvrages sur le féminisme comme La femme dans les emplois publics. En décembre 1893, il démissionne de la direction de son organisation. Le journal Messager de Bruxelles décrit cette démission, bien qu'il soit très actif dans la vulgarisation de la cause : « Les femmes se liguèrent bientôt contre lui. Il en avait trop pris pour lui seul... ».

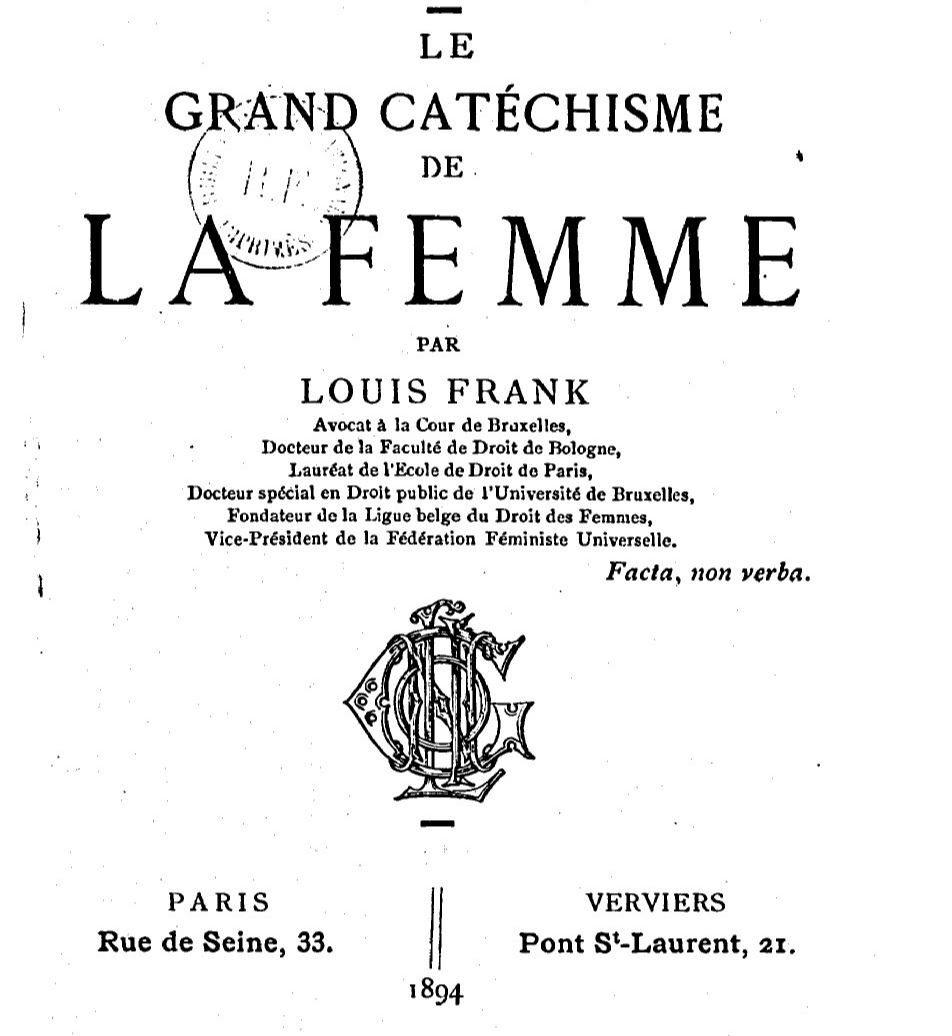
Présentation de Louis Frank sur la couverture de son livre Le Grand Catéchisme de la femme. Le livre est traduit en six langues

Après avoir quitté l'organisation, il continue à écrire de nombreux ouvrages et articles d'opinion en faveur de l'émancipation de la femme dans la société, tels que Le Grand Catéchisme de la femme, L'assurance maternelle, L'Éducation domestique des jeunes filles. Il touche dans ses écrits à l'ensemble des aspects de la vie des femmes, allant de l'éducation des jeunes filles à l'encadrement des mères, en passant par les assurances maternelles. 
Il renoue rapidement avec la Ligue, participe aux dîners et à la création du premier Congrès international féministe, qui est organisé à Bruxelles en 1897.

Frank continue aussi d'entretenir des relations de correspondance avec de nombreuses féministes, dont en particulier avec la hollandaise Wilhelmina Drucker, avec qui il partage fréquemment des comptes rendus de la situation en Belgique. Frank participe aussi pendant trois ans, à l'écriture d'articles publiés dans le journal féministe de Drucker, Évolution. En contrepartie, Drucker fait traduire certains de ses livres en néerlandais. 
La question de la paix préoccupe aussi Frank, et il défend le rôle que pourrait jouer la femme dans cette cause devant le Congrès international de la Paix tenu à Anvers en 1894. 
Durant cette période, il concentre aussi son activisme dans l'accès aux études supérieures pour les femmes et fonde l'Œuvre des conférences féministes à l'ULB. En 1895, il devient professeur de cette université et dispense des cours sur la législation féministe. L'année suivante, en 1896, il propose trois projets de loi sur Le témoignage de la femme, L'épargne de la femme mariée et Les salaires de la famille ouvrière . Il fonde également un Office féministe universel, centralisant les documents relatifs à cette cause, et améliorant ainsi la coordination entre milieux féministes.

#### Précurseur du suffrage universel
Louis Frank défend le suffrage universel, y compris pour les femmes. Il publie en 1891, Le Vote cumulatif ou le suffrage universel proportionnel et un second essai en 1909, Le Suffrage universel proportionnel et intégral. Il est soutenu par Louise van den Plas, tandis que Marie Popelin reste plus  réservée.

#### Lutte contre l'alcoolisme
Membre de la Ligue patriotique contre l'alcoolisme, il participe à la lutte contre l'alcoolisme. Il prône notamment le féminisme comme remède à ce fléau : 

« Seule une coopération active, intelligente et consciente de la femme pourra extirper chez tous les peuples le mal alcoolique. »

Il expose sa thèse dans son ouvrage La femme contre l'alcool publié en 1896. 

### Engagement pacifiste
Vers 1905, Frank s'investit dans le mouvement pacifiste. Il devient l'une des figures de l'Union pacifiste, et participe au plan du Palais Mondial. Malgré sa bonne volonté, il est limité dans ses grandes ambitions.

#### Bruxelles comme capitale internationale
En 1905, Frank rédige Les Belges et la paix. Dans son livre, il défend une Belgique pacifiste et internationaliste. Il publie par la suite un second volume L'Organisation de la Paix et le District fédéral du monde dans lequel il développe l'idée, pour la première fois, selon laquelle la ville de Bruxelles deviendrait une capitale administrative idéale d'une future « Confédération mondiale ». 
Frank cherche à attirer le soutien de philanthropes à son projet, dont Ernest Solvay et Andrew Carnegie. Le 25 juin 1905, il reçoit le soutien du roi des Belges Léopold II, dans son idée de faire de la Belgique « un centre des institutions mondiales qui se créeront où se développeront à l'avenir ». Frank obtient également le soutien du futur roi Albert Ier.
Il attire également le soutien de figures politiques comme Édouard Descamps ou Auguste Beernaert, ce dernier lui adressent ses « plus vives félicitations ».  
Frank propose également de créer une célébration du centenaire de la bataille de Waterloo en espérant que cela marquera le début d'une période de paix mondiale. 
À l'occasion de l'Exposition universelle de Bruxelles de 1910, il est éditeur de l'ouvrage La Belgique illustrée publié par Larousse. Il y défend son idée d'un district fédéral du monde et présente la Belgique comme internationaliste et pacifiste. Son pamphlet est ainsi promu au cours de l'événement, mais aussi dans des rassemblements internationaux qui s'y déroulent en parallèle. Son idée connaît un écho dans la presse belge et est prise au sérieux comme un projet d'une « cité mondiale » plutôt que comme une utopie. 
En 1913, Frank pense la création de son projet à Tervuren/Bruxelles et tente d'être rejoint notamment par Hendrik Christian Andersen. Les plans seront finalement abandonnés. 
Alors qu'éclate la Première Guerre mondiale, Louis Frank regroupe des cartes postales illustrant la grandeur de la Belgique dans des albums qu’il intitule « Souvenirs patriotiques ». Il évoque notamment la première conférence internationale sur le droit de la guerre tenue à Bruxelles. Son projet sera repris après sa mort et à la fin de la guerre, par Paul Otlet.

## Réception
Selon Françoise de Bueger-Van Lierde, par ses idées avant-gardistes, ses prétentions exagérées et son origine juive dans un climat hostile, la réception de ses idées jouèrent en sa défaveur. Il mourut dans l'oubli le 25 juillet 1917 à l'âge de 53 ans.

## Publications
- La Belgique illustrée, éditeur (1910) ; collaborateur (1915)

- De l'exercice de la profession d'avocat en Italie : exposé sommaire des règles, 1887
- La bienfaisance israélite à Bruxelles, 1888
- La femme-avocat : exposé historique et critique de la question, 1888
- Le Patronage israélite de Bruxelles, 1888
- La loi sur l'enseignement supérieur et l'admission des femmes dans les Facultés belges, 1889
- La crémation des morts : essai de droit administratif privé, 2e édition, 1889
- Le Japon judiciaire, 1889
- Mariages Froebel, 1890
- Le vote cumulatif ou Le suffrage universel proportionnel, 1891
- Essai sur la condition politique de la femme : étude de sociologie et de législation, 1892
- La femme dans les emplois publics : enquête et rapport, 1893
- Le vote cumulatif dit plural, ou Le suffrage universel proportionnel, 3e édition, 1893
- La femme dans les emplois publics : enquête et rapport, 1893
- M. W. E. Gladstone et le féminisme, 1893
- Le grand catéchisme de la femme 1894
- Cours sur la législation féministe : notions élémentaires, 1895
- L'épargne de la femme mariée : rapport, 1896
- Le témoignage de la femme, 1896
- La femme contre l'alcool : conférence donnée le 5 mai 1895 à l'Assemblée générale de la Ligue patriotique contre l'alcoolisme, 1896
- Les salaires de la famille ouvrière : rapport, 1896
- Les salaires de la famille ouvrière, 1896
- L'Assurance maternelle, 1897
- La femme contre l'alcool : étude de sociologie et de législation, 1897
- En cause de Mlle Chauvin : la femme-avocat : exposé historique et critique de la question, 1898
- Affaire Dreyfus : procès en révision : le bordereau est d'Esterhazy, 1898
- L'alliance des mères, 1901
- L'éducation domestique des jeunes filles, ou La formation des mères, 1904
- Les Belges et la paix, 1905
- Le suffrage universel proportionnel et intégral, 1909
- Le crime de la rue des Hirondelles (l'affaire Van Calck à Bruxelles) : étude de police criminelle, 1909
- La paix et le district fédéral du monde : l'avenir de la Belgique au point de vue international, 1910